# Solicitor General of the Philippines
De Solicitor General of the Philippines is de topfunctionaris en belangrijkste advocaat van het advocatenkantoor van de Republiek van de Filipijnen. Dit onafhankelijke en autonome kantoor is onderdeel van het Filipijnse ministerie van justitie en heeft als taak om de Filipijnen, de Filipijnse overheid en al haar agentschappen te vertegenwoordigen bij juridische aangelegenheden. De Solicitor General wordt benoemd door de president van de Filipijnen en is gelijk in rang aan de opperrechter van het Hof van beroep.

## Lijst van Solicitors General
| Naam                       | Start termijn    | Einde termijn     |
| -------------------------- | ---------------- | ----------------- |
| Gregorio Araneta           | 15 juni 1901     | 16 juli 1906      |
| Ignacio Villamor           | 17 juli 1906     | 1 juli 1908       |
| George R. Harvey           | 1908             | 1914              |
| Rafael Corpus              | 1914             | 1916              |
| Cesar Bengzon              | 1932             | 1934              |
| Serafin P. Hilado          | 1934             | 1936              |
| Pedro Tuazon               | 1936             | 1938              |
| Roman Ozaeta               | 1938             | 1940              |
| Sixto dela Costa           | 1941             | 1945              |
| Lorenzo Tañada             | 1945             | 1947              |
| Manuel Lim                 | 1947             | 1948              |
| Felix Angelo Bautista      | 1948             | 1950              |
| Pompeyo Diaz               | 1950             | 1952              |
| Juan R. Liwag              | 1952             | 1954              |
| Querube Makalintal         | 1954             | 1954              |
| Ambrosio Padilla           | 1954             | 1957              |
| Guillermo E. Torres        | 1957             | 1958              |
| Edilberto Barot            | 1958             | 1961              |
| Arturo A. Alafriz          | 1961             | 1966              |
| Antonio P. Barredo         | 1966             | 1968              |
| Felix Makasiar             | 1968             | 1970              |
| Felix Q. Antonio           | 1970             | 1972              |
| Estelito P. Mendoza        | 1972             | 1986              |
| Sedfrey A. Ordoñez         | 1986             | 1987              |
| Francisco Corzas Chávez    | 1987             | 1992              |
| Ramon S. Desuasido         | 6 februari 1992  | 5 juli 1992       |
| Eduardo G. Montenegro      | July 6, 1992     | August 10, 1992   |
| Raul Goco                  | 11 augustus 1992 | 22 september 1996 |
| Silvestre H. Bello III     | 3 september 1996 | 3 februari 1998   |
| Romeo C. dela Cruz         | 4 februari 1998  | 9 februari 1998   |
| Romeo C. dela Cruz         | 10 februari 1998 | 8 juni 1998       |
| Silvestre H. Bello III     | 9 juni 1998      | 30 juni 1998      |
| Ricardo P. Galvez          | 1 juli 1998      | 15 februari 2001  |
| Simeon V. Marcelo          | 16 februari 2001 | 16 oktober 2002   |
| Carlos N. Ortega           | 29 mei 2002      | 7 juni 2002       |
| Carlos N. Ortega           | 21 oktober 2002  | 10 november 2002  |
| Alfredo L. Benipayo        | 17 oktober 2002  | 31 maart 2006     |
| Antonio Eduardo B. Nachura | 3 april 2006     | 11 februari 2007  |
| Agnes Devanadera           | 2 maart 2007     | januari 2010      |
| Alberto Agra               | 8 januari 2010   | 30 juni 2010      |
| Jose Anselmo I. Cadiz      | 29 juli 2010     | 3 februari 2012   |
| Francis Jardeleza          | 6 februari 2012  |                   |